# Lords of Chaos (film)
Pour l’article homonyme, voir Lords of Chaos.
Pour plus de détails, voir Fiche technique et Distribution.
Lords of Chaos est un film britannico-suédois de Jonas Åkerlund sorti en 2018.

## Résumé
« Basé sur la vérité, les mensonges et ce qui s'est réellement passé. »
Dans les années 1980, Euronymous, jeune guitariste novateur, fonde son groupe nommé Mayhem. Rapidement, le succès du groupe deviendra central sur la scène black metal en Norvège. Sa rencontre avec Varg Vikernes dit Count Grishnackh, homme solitaire et mystérieux derrière le projet musical Burzum, les amènera à commettre l’irréparable.

## Fiche technique
- Titre : Lords of Chaos
- Réalisation : Jonas Åkerlund
- Scénario : Dennis Magnusson et Jonas Åkerlund, d'après le livre Les Seigneurs du chaos écrit par Michael Moynihan et Didrik Søderlind
- Musique : Sigur Rós
- Montage : Rickard Krantz
- Producteurs : Jim Czarnecki , Jack Arbuthnott, Kwesi Dickson, Danny Gabai  
  - Producteurs associés : Travis Callahan
  - Producteurs exécutifs : Scott Niemeyer, Norm Waitt, Eli Richbourg
  - Coproducteurs : Andrew Coffing, Emory Cohen
- Sociétés de production : Vice Films, Insurgent Media,
- Langues originales : anglais
- Genre : musical, horreur, thriller
- Dates de sortie[1] :
  -  États-Unis : 23 janvier 2019 (Festival du film de Sundance) ; 8 février 2019
  -  Royaume-Uni : 29 mars 2019
  -  France : 20 juin 2019[2] (Vidéo à la demande uniquement en VOST)

## Distribution
- Rory Culkin : Øystein Aarseth / Euronymous, guitariste et leader de Mayhem
- Emory Cohen : Varg Vikernes / Count Grishnackh, leader de Burzum et nouveau bassiste de Mayhem
- Jack Kilmer : Per Ohlin / Pelle / Dead, chanteur de Mayhem
- Anthony De La Torre : Jan Axel Blomberg, nouveau batteur de Mayhem
- Sky Ferreira : Ann-Marit
- Valter Skarsgård : Bård Guldvik Eithun / Faust, un employé de la boutique "Helvete"[3]
- Jonathan Barnwell : Jørn Stubberud / Necrobutcher, bassiste d'origine de Mayhem, jusqu’en 1991
- Wilson Gonzalez Ochsenknecht : Snorre Ruch, colocataire de Varg Vikernes[4]
- Andrew Lavelle : Gylve Nagell / Fenriz, batteur de Darkthrone[5]
- James Edwin : Kjetil Manheim, premier batteur de Mayhem
- Arion Csihar : Attila Csihar, nouveau chanteur de Mayhem
- Jason Arnopp : lui-même

## Bande originale[6]
| No  | Titre                           | Auteur           | Durée |
| --- | ------------------------------- | ---------------- | ----- |
| 1.  | Sacrifice                       | Bathory          |       |
| 2.  | Suicidal Winds                  | Celtic Frost     |       |
| 3.  | Pure Fucking Armageddon         | Mayhem           |       |
| 4.  | Deathcrush                      | Mayhem           |       |
| 5.  | I.N.R.I.                        | Sarcófago        |       |
| 6.  | Pagan Fears                     | Mayhem           |       |
| 7.  | Fast As A Shark                 | Accept           |       |
| 8.  | Stand Up And Shout              | Ronnie James Dio |       |
| 9.  | Elisabeth Bathory               | Tormentor        |       |
| 10. | Freezing Moon                   | Mayhem           |       |
| 11. | La Det Swinge                   | Bobbysocks       |       |
| 12. | Ripped From The Cross           | Grotesque        |       |
| 13. | Born for Burning                | Bathory          |       |
| 14. | Pagan Fears                     | Mayhem           |       |
| 15. | Seventh Day of Doom             | Tormentor        |       |
| 16. | Outbreak of Evil                | Sodom            |       |
| 17. | Damned Grave                    | Tormentor        |       |
| 18. | Alpha Omega                     | Holy Terror      |       |
| 19. | Serpent Eve                     | Cathedral        |       |
| 20. | Submit to Death                 | Grotesque        |       |
| 21. | The Return of Darkness and Evil | Bathory          |       |
| 22. | Satanic Lust                    | Sarcófago        |       |
| 23. | Nocturnal Blasphemies           | Grotesque        |       |
| 24. | Trøllabundin                    | Eivør Pálsdóttir |       |
| 25. | Funeral Fog                     | Mayhem           |       |
| 26. | Do Unto Others                  | Holy Terror      |       |
| 27. | Ehwar                           | Wardruna         |       |
| 28. | Claymore Mine/Stalking          | Tangerine Dream  |       |
| 29. | The Host Seraphim               | Dead Can Dance   |       |
| 30. | Freezing Moon                   | Mayhem           |       |
| 31. | De Tre Piker                    | Myrkur           |       |

## Autour du film
- Les membres des groupes Mayhem[7], Darkthrone[8] et Burzum[9] ont montré leur hostilité autour du projet et n'ont pas accordé leurs droits musicaux à la production. À l'exception de quelques passages des musiques de Mayhem.
- Emory Cohen, qui interprète Varg Vikernes, est de confession juive. Pourtant le principal intéressé est connu pour être ouvertement judéophobe[10]. Également, présenté comme étant végétarien.